# Бразильский ябиру
Бразильский ябиру (лат. Jabiru mycteria) — вид птиц из семейства аистовых. Распространён от Мексики до Аргентины. Является единственным представителем рода Jabiru.

## Внешний вид
Длина бразильского ябиру достигает 1,2 метра, размах крыльев составляет около 2,6 метров, длина клюва достигает 30 см. Оперение преимущественно белого цвета, а шея, голова и клюв — чёрные. Примечательно, что цвет глаз у самок жёлтый, а у самцов чёрный.

## Образ жизни
Ябиру живут в больших группах вблизи рек и прудов. Питаются, в основном, рыбой, моллюсками и земноводными, иногда в их меню попадают также пресмыкающиеся и небольшие млекопитающие.
Ябиру строят свои гнёзда на высоких деревьях. Сезон высиживания яиц длится от августа до сентября, в кладке от двух до четырёх яиц. Обе родительские птицы высиживают яйца по очереди.